# Mabel Cheung
Mabel Cheung (en langue chinoise : 張婉婷), née le 17 novembre 1950, est une réalisatrice, scénariste, actrice et productrice de Hong Kong.

## Biographie
Elle est née (sous le nom de Cheung Yueng Ting) en 1950(certaines sources indiquent toutefois 1955) dans la province côtière chinoise de Guangdong, proche de Hong Kong. Elle effectue des études supérieures, en littérature anglaise à Hong Kong, en arts scéniques à Bristol en Angleterre, puis en cinéma à New York.
Elle devient ensuite progressivement l'une des principales réalisatrices du cinéma de Hong Kong.
Elle travaille dans un premier temps comme scénariste pour la télévision puis réalise une trilogie consacrée à la migration : The Illegal Immigrant sort en 1985, An Autumn's Tale en 1987, et Eight Taels of Gold en 1989. Cheung est connue pour son travail sur les questions de migration des Hongkongais, de la diaspora chinoise, en particulier avant la rétrocession de Hong Kong à la Chine en 1997. Ces films éclairent aussi le lien entre Hong Kong et d’autres villes du monde, notamment An Autumn's Tale . Ce film a été classé en 2005 parmi les dix plus grands films chinois de tous les temps, à la suite d'un sondage auprès de 25 000 professionnels et cinéphiles.
The Soong Sisters, sorti en 1997, constitue un autre moment important dans sa carrière cinématographique. Ce film retrace la vie de trois sœurs chinoise au destin hors du commun. Elles ont réellement existé : elles sont les filles de Charles Song, un missionnaire méthodiste devenu un riche entrepreneur et l'ami de Sun Yat-sen, révolutionnaire et homme politique chinois, un des fondateurs du Kuomintang. Un sous-titre en tête du film reprend un dicton moderne de Chine populaire : « La [première] aimait l'argent, la [deuxième] la Chine, la [troisième] le pouvoir. » (yìge aì qián, yìge aì gúo, yìge aìquán 一個愛錢，一個愛國，一個愛權). Mabel Cheung était fascinée par le parcours de ces trois femmes, plus que par leur rôle politique. Le tournage a été cependant délicat, et elle s’est trouvé confrontée à la censure chinoise. Pour réaliser ce film à connotation historique évoquant des points clés de l'histoire chinoise du XXe siècle, elle a demandé la collaboration de l'armée chinoise pour les scènes de foule. Le scénario avait été validé préalablement par la censure, mais quelques scènes de ce scénario, d’une durée de dix-huit minutes, consacrées à l'épouse de Tchang Kaï-chek, l’une des trois sœurs, Song Meiling, ont posé encore problème et ont dû être retirées. Encore a-t-il fallu que la réalisatrice attende une semaine, assise sur le seuil du Bureau de la propagande à Pékin, en plein hiver, avant de pouvoir argumenter sur le contenu de son film et les blocages engendrées par ces scènes,.
Une bonne partie de ses films ont été réalisés en collaboration avec l'écrivain Alex Law (en), qui est également son mari, et qui intervient comme scénariste. En 2010, elle reçoit un Ours de cristal, prix attribué lors de la Berlinale à un film pour jeunes enfants, pour un film dont elle est productrice, Echoes of the Rainbow (en), le réalisateur étant cette fois Alex Law.

## Filmographie

### Réalisatrice
- 1985 : The Illegal Immigrant (非法移民, Fēifǎ yímín)
- 1987 : An Autumn's Tale (秋天的童話, Chau tin dik tung wa)
- 1989 : Eight Taels of Gold (八兩金, Bat leung gam)
- 1992 : Now You See Love, Now You Don't (我愛扭紋柴, Wǒ ài niǔ wén chái),  coréalisatrice avec Alex Law
- 1997 : Les Sœurs Soong, (宋家皇朝, Sòng jiā huángcháo)
- 1998 : City of Glass (玻璃之城, (Bōlí zhī chéng)
- 2001 : Beijing Rocks (北京樂與路, Běijīng lè yǔ lù)
- 2003 : Traces of a Dragon: Jackie Chan & His Lost Family, (龍的深處-失落的拼圖, Lóng de shēn chù: Shīluò de pīntú)
- 2015 : A Tale of Three Cities (三城记, Sān chéng jì)
- 2022 : To My Nineteen Year Old Self (給十九歲的我, Gěi shíjiǔ suì de wǒ)

### Scénariste
- 1988 : Painted Faces de Alex Law
- 2015 : A Tale of Three Cities
- 2017 : The Chinese Widow de Bille August

### Actrice
- 1991 : Twin Dragons de Tsui Hark et Ringo Lam
- 1991 : The Banquet de Alfred Cheung, Joe Cheung, Clifton Ko et Tsui Hark

### Productrice
- 2010 : Echoes of the Rainbow, 歲月神偷 de Alex Law

## Récompenses
- Asia-Pacific Film Festival 1985 : prix spécial du jury pour Illegal Immigrant
- Hong Kong Film Awards 1986 : Hong Kong Film Award du meilleur réalisateur  pour The Illegal Immigrant
- Hong Kong Film Awards 1988 : Hong Kong Film Award du meilleur film pour An Autumn's Tale